# Nambaryn Enchbajar
Nambaryn Enchbajar  (Mongools: Намбарын Энхбаяр) (Ulaanbaatar, 1 juni 1958) is een Mongoolse politicus. Hij is de ex-voorzitter van de voormalige Mongoolse Revolutionaire Volkspartij. Enchbajar was van juli 2000 tot augustus 2004 premier van Mongolië, en van juni 2005 tot mei 2009 president van Mongolië. Hij verloor in mei 2009 de herverkiezingen, en is daarmee de eerste Mongoolse president die maar een ambtstermijn geregeerd heeft.

## Jonge jaren
Nambaryn Enchbajar werd geboren in de Mongoolse hoofdstad Ulaanbaatar, en studeerde in 1975 af aan de middelbare school. Daarna ging hij studeren aan het Instituut voor Literatuur van Moskou, alwaar hij een onderbouwdiploma haalde in literatuur en talen. Hij studeerde van 1985 tot 1986 eveneens Engels aan de Universiteit van Leeds in het Verenigd Koninkrijk.
Tijdens zijn verblijf in het Verenigd Koninkrijk kwam Enchbajar voor het eerst in aanraking met ongecensureerde media. Hij was met name onder de indruk over het nieuws uit de Sovjet-Unie. Bij zijn terugkeer in Mongolië ging Enchbajar werken voor de Mongoolse schrijversvakbond als vertaler, secretaris-generaal en ten slotte vicepresident. Hij vertaalde onder andere Boeddhistische teksten in het Mongools. In 1990 behaalde hij de toppositie bij de Mongoolse schrijversbond. Datzelfde jaar gaf de Mongoolse Revolutionaire Volkspartij haar machtspositie op, en werden er verkiezingen met meerdere partijen gehouden. Enchbajar, die zelf lid was van de volkspartij, stelde zich verkiesbaar.

## Politieke carrière
Enchbajar werd in 1992 verkozen tot lid van de Grote Staats Hural (het Mongoolse parlement). Van 1992 tot 1996 vervulde hij binnen de Hural de positie van minister van cultuur. Hij verloor deze positie toen in 1996 de volkspartij de verkiezingen verloor, waarmee een einde kwam aan hun positie als langst regerende partij ter wereld. In 1997 werd Enchbajar de leider van de postcommunistische volkspartij. Hij leidde de partij opnieuw naar de overwinning bij de verkiezingen van 2000. De partij won 72 van de 76 zetels. Enchbajar zelf werd op 26 juli 2000 verkozen tot premier van Mongolië.
Als premier begon Enchbajar een project om de infrastructuur van Mongolië te verbeteren, en buitenlandse investeringen aan te moedigen. Hij liet onder andere de eerste snelweg die Mongolië geheel van oost naar west doorkruiste aanleggen, en maakte afspraken met Canadese organisaties om te beginnen met het delven van goud. Tevens loste hij een controversiële schuld van omgerekend 250 miljoen dollar af met de voormalige Sovjet-Unie. Op 31 december 2003 ontmoette hij hiervoor de Russische premier Michail Kasjanov. In 2004 verloor Enchbajars partij bijna de helft van zijn zetels. Hierop ging Enchbajar een coalitie aan met andere partijen, en werd spreker van het parlement.
Enchbajar kreeg vaak kritiek dat zijn regering corrupt zou zijn. Ook is er meerdere keren tegen hem gedemonstreerd.
In 2005 stelde Enchbajar zich verkiesbaar als president. Hij voerde onder andere campagne per helikopter om zo veel kiezers te bereiken in het dunbevolkte land. Ook nodigde hij de Amerikaanse president George W. Bush uit voor een officieel bezoek. Enchbajar won de verkiezingen, en werd op 24 juni 2005 president van Mongolië. Hij verloor echter de herverkiezingen in mei 2009.